# Sint-Joostkapel (Gouda)
De Sint-Joostkapel (ook Joostkapel) is sinds 1682 de Evangelisch-Lutherse Kerk op de hoek van de Lage Gouwe en de Groenendaal in de Nederlandse stad Gouda.
De Sint-Joostkapel dateert uit de 15e eeuw. De kapel was gewijd aan Sint Joost, de patroonheilige van de turf- en zakkendragers in Gouda. Hij werd aangeroepen als voorspraak en hulp bij aanstaande bevallingen.
Na de hervorming in 1572 werd de kapel eerst gebruikt als turfschuur en vanaf 1577 als opslagruimte voor brandemmers en ladders. In 1680 werd het gebouw, exclusief de toren met klok, door het stadsbestuur voor 400 dukatons verkocht aan de Evangelisch-Lutherse Gemeente (ELG). Zij restaureerden het gebouw en namen het in 1682 officieel als kerk in gebruik. De restauratie en inrichting van de kerk was een Goudse aangelegenheid: de gebrandschilderde ramen werden gemaakt door de Goudse glasschilder Willem Tomberg, en stadgenoot Jan Ariens Duif maakte het belangrijkste schilderij in de kerk. Het toont de eerste predikant Clemens Bijleveld als de Pastor Bonus - Goede Herder. Het schilderij en de koperen kroonluchter waren een geschenk van Maria Tams, stichtster van het naar haar genoemde Hofje van Tams. De door Willem Dauw gemaakte gezangborden zijn van later tijd: 1747.
In de jaren 1762, 1790, 1806, 1838 en 1869 werd het kerkgebouw gerestaureerd. Tijdens de restauratie van 1838 zijn de vensters vergroot en zijn de gebrandschilderde ramen verkocht. Tijdens de restauratie van 1869 is de toren afgebroken omdat de straat voor de kerk werd verlaagd om plaats te maken voor een beweegbare brug over de Gouwe. De meest omvangrijke restauratie is die van 1957. De kerk werd nagenoeg geheel afgebroken en opnieuw opgebouwd. Aan de voorgevel toont een blind raam de plaats van de vroegere kerktoren. De nieuwe voorgevel werd bekroond met een uitspringend torentje.
De Sint-Joostkapel wordt op de zondagmorgen afwisselend gebruikt voor een Evangelisch Lutherse eredienst of een bijeenkomst van de Federatie Gouda (doopsgezinden, remonstranten en vrijzinnige protestanten. De Sint-Joostkapel is daarnaast te huren voor huwelijks- en uitvaartdiensten en kleine concerten.
In 2022 is de Evangelisch Lutherse Gemeente (ELG) gefuseerd met de Protestantse Gemeente van Gouda. In december 2024 hield de ELG hier echter haar laatste eredienst. Door vergrijzing van de kerkelijke gemeente en gebrek aan kerkelijk ambtsdragers was het voortbestaan niet langer mogelijk. Het kerkgebouw wordt nog wel gebruikt door de Federatie van samenwerkende kerkgenootschappen (Doopsgezinden, Remonstranten en Vrijzinnige protestanten.

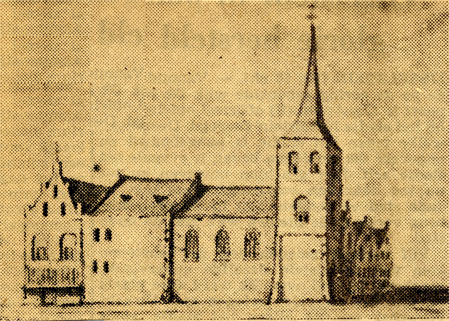
De Sint Joostkapel in 1588
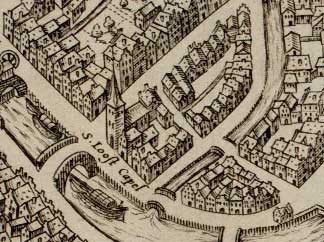
De Sint Joostkapel in 1585 (fragment stadskaart 1585).
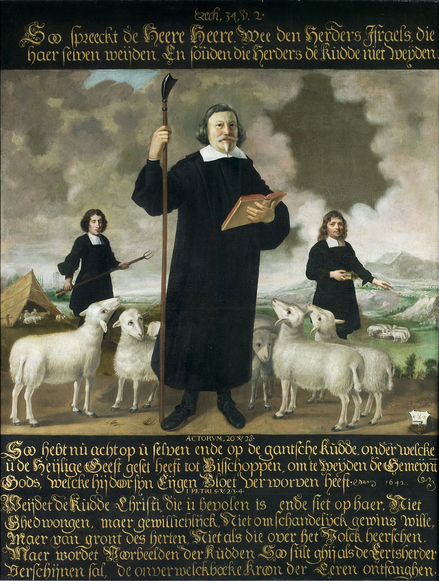
Clemens Bijleveld als de Goede Herder geschilderd door Duif (1642)